# Grand Prix Formule 1 van Zweden 1973
De Grand Prix Formule 1 van de Zweden 1973 werd gehouden op 17 juni 1973 op de Scandinavian Raceway.

## Uitslag
| Positie | Nr | Rijder                | Team              | Ronden | Tijd/Opgave     | Startplaats | Punten |
| ------- | -- | --------------------- | ----------------- | ------ | --------------- | ----------- | ------ |
| 1       | 7  | Denny Hulme           | McLaren-Ford      | 80     | 1:56:46.0       | 6           | 9      |
| 2       | 2  | Ronnie Peterson       | Lotus-Ford        | 80     | 4.039           | 1           | 6      |
| 3       | 6  | François Cevert       | Tyrrell-Ford      | 80     | 14.667          | 2           | 4      |
| 4       | 10 | Carlos Reutemann      | Brabham-Ford      | 80     | 18.068          | 5           | 3      |
| 5       | 5  | Jackie Stewart        | Tyrrell-Ford      | 80     | 25.998          | 3           | 2      |
| 6       | 3  | Jacky Ickx            | Ferrari           | 79     | + 1 Ronde       | 8           | 1      |
| 7       | 8  | Peter Revson          | McLaren-Ford      | 79     | + 1 Ronde       | 7           |        |
| 8       | 15 | Mike Beuttler         | March-Ford        | 78     | + 2 Ronden      | 21          |        |
| 9       | 19 | Clay Regazzoni        | BRM               | 77     | + 3 Ronden      | 12          |        |
| 10      | 24 | Carlos Pace           | Surtees-Ford      | 77     | + 3 Ronden      | 16          |        |
| 11      | 25 | Howden Ganley         | Iso Marlboro-Ford | 77     | + 3 Ronden      | 11          |        |
| 12      | 1  | Emerson Fittipaldi    | Lotus-Ford        | 76     | Versnellingsbak | 4           |        |
| 13      | 21 | Niki Lauda            | BRM               | 75     | + 5 Ronden      | 15          |        |
| 14      | 16 | George Follmer        | Shadow-Ford       | 74     | + 6 Ronden      | 19          |        |
| NF      | 20 | Jean-Pierre Beltoise  | BRM               | 57     | Motor           | 9           |        |
| NF      | 17 | Jackie Oliver         | Shadow-Ford       | 50     | Ophanging       | 17          |        |
| NF      | 23 | Mike Hailwood         | Surtees-Ford      | 41     | Band            | 10          |        |
| NF      | 14 | Jean-Pierre Jarier    | March-Ford        | 38     | Gaspedaal       | 20          |        |
| NF      | 12 | Graham Hill           | Shadow-Ford       | 16     | Ontsteking      | 18          |        |
| NF      | 11 | Wilson Fittipaldi Jr. | Brabham-Ford      | 0      | Ongeluk         | 13          |        |
| NF      | 27 | Reine Wisell          | March-Ford        | 0      | Ophanging       | 14          |        |

## Statistieken
| Pole-position | Ronnie Peterson | Lotus-Ford   | 1:23.810 |
| Snelste ronde | Denny Hulme     | McLaren-Ford | 1:26.146 |

## Noot
- Dit was het debuut van de Deense coureur Tom Belsø - de eerste Deen in de Formule 1.
- Vijfde pole position en tiende podiumplaats voor een Zweedse coureur.
- Tiende podiumplaats voor François Cevert.

1933 · 1973 · 1974 · 1975 · 1976 · 1977 · 1978